# Beadlam
Beadlam is een civil parish in het bestuurlijke gebied Ryedale, in het Engelse graafschap North Yorkshire met 229 inwoners.